# Rirkrit Tiravanija
Rirkrit Tiravanija (Thai: ฤกษ์ฤทธิ์ ตีระวนิช, Aussprache: [rɯk-rit tira-wanit]; * 1961 in Buenos Aires) ist ein Aktions- oder Performance-Künstler.

## Leben
Rirkrit Tiravanija wuchs in Thailand auf, studierte in New York, Chicago sowie in Banff und Toronto, Kanada. Er lebt und arbeitet in Bangkok, Berlin und New York.
Rirkrit Tiravanija wurde in den 1990er Jahren bekannt durch Aktionen, bei denen er in einem „mobile home“ thailändische Mahlzeiten zubereitete und in Galerien und Museen dem Kunstpublikum servierte. Er versucht, durch temporäre Architektur und die Verwendung von Alltagsgegenständen mit den Besuchern in direkten Kontakt zu treten. Ein Beispiel ist sein 2010 bei Neugerriemschneider in Berlin ausgestellter Peugeot mit dem Titel Untitled 2010 (All the Days on the Autobahn).
Rirkrit Tiravanja gründete in Thailand eine Kommune, die landwirtschaftlich arbeitet und ökologisch orientiert ist.

## Werke
Für die Saison 2006/2007 in der Wiener Staatsoper gestaltete er im Rahmen der von museum in progress konzipierten Ausstellungsreihe „Eiserner Vorhang“ das Großbild „Angst essen Seele auf“.

## Auszeichnungen (Auswahl)
- 2004 Hugo Boss Prize

## Ausstellungen (Auswahl)
- 1994 Galerie Schipper & Krome, Köln (Angst essen Seele auf)
- 2001 Yokohama Triennale
- 2001 Portikus, Frankfurt am Main, Untitled
- 2003 Galerie für Zeitgenössische Kunst Leipzig
- 2003 Biennale di Venezia, Venedig
- 2004/2005 Museum Boijmans Van Beuningen, Rotterdam
- 2005 Solomon R. Guggenheim Museum, New York
- 2010 Kunsthalle Bielefeld: Just Smile and Don't Talk
- 2024/2025 Martin-Gropius-Bau, Berlin: DAS GLÜCK IST NICHT IMMER LUSTIG

## Öffentliche Sammlungen
- Migros Museum für Gegenwartskunst